# Frank Valentino (Vlaams zanger)
Frank Valentino, artiestennaam van Franky Verrecas (Brugge, 3 september 1957), is een Vlaamse zanger.

## Loopbaan
Frank Valentino was oorspronkelijk muzikant en bespeelt nog steeds trompet en saxofoon. Hij volgde muzieklessen aan het Stedelijk Conservatorium van Brugge. Hij speelde als jonge knaap ook in de "SFX-Speelschaar", "Feest Muzikale Kring Sint Andries", "Flandria Showfanfare" en was jaren actief met de trompet in de Brugse Spionkop. Hij schreef meerdere supportersliederen voor Club Brugge.
Eind jaren zeventig begon Valentino met zingen en kort daarna werd hij muzikant/zanger in orkesten van Vlaamse zangers als Jacques Raymond en Jimmy Frey. In 1981 vroeg Johan Stollz hem om deel te nemen aan de eerste editie van de Baccarabeker. Hij won er uiteindelijk de Prijs van het Publiek en die avond werd hij ontdekt door Johnny Hoes, die van toen af zijn eerste platen uitbracht. Door dit festival werd Frank Valentino ook opgepikt door Freddy Sunder, die hem vaak liet optreden met de BRT Big Band. In 1983 selecteerde BRT hem om deel te nemen aan de Knokke Cup.
Op vraag van een Nederlandse platenfirma wijzigde hij zijn artiestennaam in 1985 naar Frank Valentino. Het was Shirley Bassey die hem deze naam aanduidde. Voordien trad hij op onder zijn eigen voornaam Franky.
Frank Valentino presenteerde lange tijd op diverse vrije radio's en leende zijn stem aan meerdere commercials. Met Dirk Van Vooren had hij in 1995 een two-man show waarin hij de komische aangever was.
De zanger trad meermaals op in het populaire liedjesprogramma Tien Om Te Zien, met hits als Delilah, Volare, Mijn hart is vrij en Stand by me. Toen dat programma werd stopgezet, opende hij een exclusieve "Disneyana taverne" met de naam Fantasy. Hij zong vanaf toen op zijn eigen podium in die zaak, welke hij na zes jaar voorgoed sloot om opnieuw fulltime zanger te worden. In 2013 verhuisde Frank Valentino naar Tenerife, waar hij zijn beroep als zanger bleef uitoefenen. Eind 2016 kwam de zanger definitief naar Vlaanderen terug en sindsdien brengt hij opnieuw succesvol platen uit.  Valentino schrijft de meeste van zijn teksten zelf.

## Discografie

### Hitnoteringen
| Single met hitnotering(en) in de Vlaamse Ultratop 50 | Datum van verschijnen | Datum van binnenkomst | Hoogste positie | Aantal weken | Opmerkingen                 |
| ---------------------------------------------------- | --------------------- | --------------------- | --------------- | ------------ | --------------------------- |
| Mijn hart is vrij                                    | 1991                  | 04-05-1991            | 49              | 1            |                             |
| Volare                                               | 1991                  | 03-08-1991            | 31              | 6            | Nr. 6 in de Vlaamse Top 10  |
| Zie je niet                                          | 1992                  | 15-02-1992            | 43              | 2            |                             |
| Stand by me                                          | 1992                  | 06-06-1992            | 42              | 6            | Nr. 5 in de Vlaamse Top 10  |
| Stop!                                                | 1995                  | 09-09-1995            | 49              | 1            |                             |
| We slapen samen in m'n cabrio                        | 2017                  | 17-06-2017            | tip             | -            | Nr. 26 in de Vlaamse Top 50 |
| 862175                                               | 2017                  | 16-12-2017            | tip             | -            | Nr. 25 in de Vlaamse Top 50 |
| Sterker dan ooit                                     | 2018                  | 14-04-2018            | tip             | -            | Nr. 25 in de Vlaamse Top 50 |
| Als ik jou zie                                       | 2018                  | 01-09-2018            | tip             | -            | Nr. 25 in de Vlaamse Top 50 |
| Carpe diem                                           | 2018                  | 01-12-2018            | tip             | -            |                             |
| Alleen met kerstavond                                | 2018                  | 22-12-2018            | tip             | -            | Nr. 34 in de Vlaamse Top 50 |
| Al die jaren                                         | 2019                  | 25-05-2019            | tip             | -            | Nr. 35 in de Vlaamse Top 50 |
| Kom dans                                             | 2019                  | 27-07-2019            | tip             | -            | Nr. 23 in de Vlaamse Top 50 |
| In jouw ogen                                         | 2019                  | 12-10-2019            | tip             | -            | Nr. 34 in de Vlaamse Top 50 |

### Overige singles (zonder hitnotering)
- Denk je nog wel eens aan mij? (1982, als Franky)
- Rosemarie (1982, als Franky)
- Ik droom van jou, m'n Angelique (1982, als Franky)
- Amor (1983, als Franky)
- Goodbye amore mio (1983, als Franky)
- Hou je nog van mij? (1984, als Franky)
- Las Vegas (1985)
- Portofino (1986)
- James Bond collection (1986)
- We wanna go dancin' (1987)
- Carnaval Brasileiro (1988)
- Golden island (1989)
- Met je samen leven (1989)
- Addio, Madonna mia / De muur (1989)
- Ogen die zeggen zoveel (1990)
- Delilah (1990, Nr. 8 in de Vlaamse Top 10)
- Hang on Sloopy (1992)
- Weet dan dat ik je niet vergeet (1993)
- Ik ben blut (1993)
- Alles wat ik wou (1994)
- Jouw kus, jouw lach, jouw blij gezicht (1995)
- Hey mister Lennon (1996)
- Dat weet je (1997)
- Gek op dansen (1998)
- Leef! (2008)
- Fiesta / Maar voor mij is er één dat ben jij (2009)
- Alleen met kerstavond (2010)
- Zigge zagge (2011, met DJ Franzke)
- Eens komt de dag (2011)
- Angelina (2012)
- Verliefd als nooit gezien (2015)
- Tenerife (2015)
- Hallo met mij (2015)

### Albums
- Franky (1982)
- In company of... Frank Valentino (1986)
- ’t koor van achter d’holletorre (1988)
- Mijn hart is vrij (1991)
- Het beste van Frank Valentino (1991)
- Hits & evergreens vol. 1 (1991)
- Dance medleys & lovesongs (1993)
- Het beste van Frank Valentino (2009)
- Golden standards (2015)
- Verliefd op Tenerife (2015)